# Claude Pascal

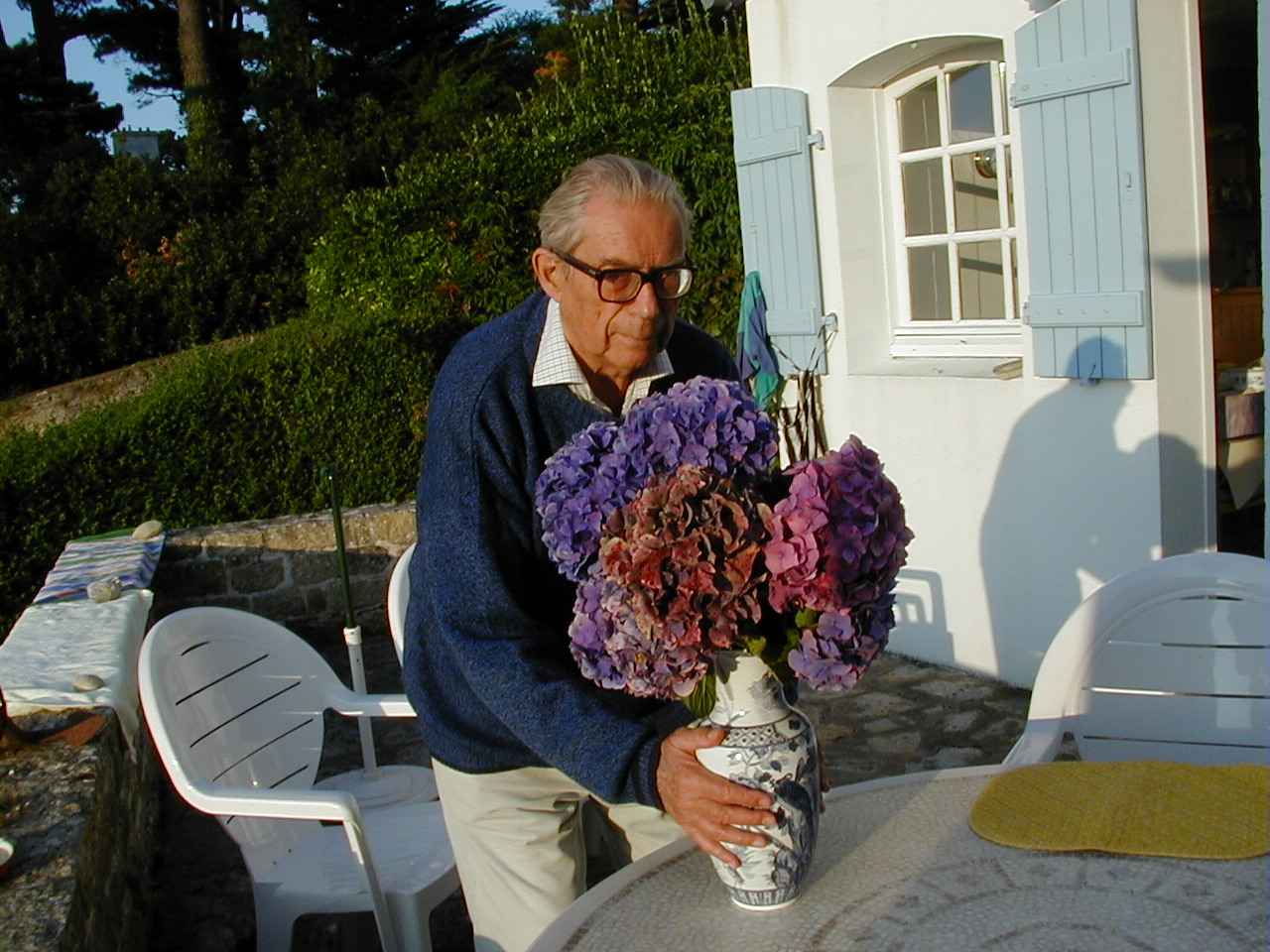
Pascal (2002)

Claude René Georges Pascal (* 19. Februar 1921 in Paris; † 28. Februar 2017 ebenda) war ein französischer Komponist.

## Leben und Wirken
Claude Pascal, der im Alter von fünf Jahren ersten Klavierunterricht erhielt, trat zehnjährig in das Pariser Konservatorium ein. Nach einer Empfehlung durch dessen Direktor Henri Rabaud engagierte ihn der Dirigent Walter Straram 1933 für die Rolle des Yniold in einer Aufführung von Debussys Pelléas et Mélisande am Théâtre des Champs-Elysées. Durch die Aufführung wurde der Chef des Labels Columbia Georges Truc auf ihn aufmerksam, der mit ihm mehrere Aufnahmen realisierte, darunter Noël des enfants qui n’ont plus de maison von Debussy und J’ai fait un trou à ma culotte von Gabriel Grovlez nach einem Text von Tristan Klingsor mit Joseph Benvenuti am Klavier sowie gemeinsam mit der Mezzosopranistin Suzanne Feyrou Jacky et Mado, eine musikalische Erzählung von Robert de Fragny. Unter der Leitung von Eugène Bigot entstand eine Aufnahme von Schuberts Erlkönig, bei der Georges Thill den Erlkönig, Henri Etcheverry den Vater und Pascal das Kind sang.
Neben dem Studium bei Jean und Noël Gallon (Harmonielehre, Kontrapunkt und Fuge), Louis Laloy (Musikgeschichte) und Henri Busser (Komposition) nahm Pascal Ende der 1930er Jahre Klavierunterricht bei Yves Nat und studierte Dirigieren bei Charles Munch, Roger Désormière und Louis Fourestier. 1945 gewann er mit der Kantate La Farce du contrebandier (nach Guy de Téramond) den Premier Grand Prix de Rome.
Nach seiner Rückkehr von dem mit dem Preis verbundenen Aufenthalt in der Villa Medici in Rom (1946–1949) wirkte Pascal kurze Zeit als Chorleiter an der Opéra-Comique, bevor er 1952 Professor am Pariser Konservatorium wurde. Diese Stelle hatte er bis zu seiner Pensionierung 1987 inne.
Daneben war er von 1965 bis 1967 künstlerischer Leiter des Plattenlabels Club Français du Disque, das 1967 mit dem Grand Prix de l’Académie du disque ausgezeichnet wurde. Von 1969 bis 1979 arbeitete er als Musikkritiker für den Figaro und wirkte von 1983 bis 1991 als Experte für Urheberrechtsfragen am Kassationsgericht und Appellationsgericht von Paris.
Pascals umfangreiches kompositorisches Werk umfasst praktisch alle musikalischen Genres von der Kammermusik über Instrumentalkonzerte bis zu sinfonischen Werken und von Liedern über Chormusik bis zu Bühnenwerken. Die Diskographie seiner Werke umfasst mehr als dreißig CDs. Der musikalische Nachlass befindet sich im Privatarchiv Tobias Bröker.

## Werke
- Quatuor à cordes, 1943
- Octuor für Blasinstrumente, 1944
- Sonatine für Altsaxophon und Klavier, 1947
- 1ère Sonate für Violine und Klavier, 1947
- Air varié für Kontrabass und Klavier, 1950
- Pop-corn für Violine und Klavier, 1951
- Toccata für Klavier, 1952
- Pastorale héroïque für Posaune und Klavier, 1952
- Pièce für Oboe und Klavier, 1952
- Sonatine für Violine und Klavier, 1952
- Impromptu für Altsaxophon und Klavier, 1953
- Improvisation en forme de canon für Posaune und Klavier, 1958
- Concerto für Klavier und Kammerorchester, 1958
- Concerto für Cello und Orchester, 1959
- Musique pour harpe, 1960
- Quatuor de saxophones, 1961
- Ouverture pour un conte de fées für Orchester, 1961
- 2ème Sonate für Violine und Klavier, 1963
- Ut ou do, 5 Stücke für Kinderchor, 1963
- Sonate für Horn und Klavier, 1963
- Trois Légendes für Klarinette und Klavier, 1963
- Six Pièces variées für Flöte und Klavier, 1965
- Six Pièces variées für Klarinette und Klavier, 1965
- Six Pièces variées für Trompete und Klavier, 1965
- Grave et Presto für Cello und Klavier, 1966
- Sonate en 6 minutes 30 für Tuba, Bassposaune oder Saxhorn und Klavier, 1966
- Concerto für Harfe und Orchester, 1967
- Orchestration der Kunst der Fuge und Johann Sebastian Bach (in Zusammenarbeit mit Marcel Bitch), 1967
- Suite für Klavier, 1970
- Sonate für Cello und Klavier, 1971
- Quatre Etudes für Klavier, 1980
- Triptyque ferroviaire, 3 Stücke für zweistimmigen Kinderchor, 1980
- L’Invitation aux voyages, 5 Stücke für dreistimmigen Chor, 1981
- Portrait de l’oiseau-qui-n’existe-pas, Lied für Sopran und Klavier, 1981
- Sonatine für Klavier, 1982
- Suite française für Cello solo, 1982
- J’ai voulu te rejoindre, Lied für Sopran und Klavier, 1982
- Elégie für Orgel, 1986
- Danse des Lutins für Flöte und Klavier, 1986
- Offertoire für Orgel, 1986
- Carnet de notes, 74 progressive Stücke für Klavier, 1987
- Sonate für Violine solo, 1990
- 60 Petites Etudes für Klavier, 1991
- Trois Inventions für Flötenquartett, 1991
- Framboise et Amandine, les jumelles de l’espace, kosmische Oper für Kinder, 1992
- Piano-rétro, 8 Stücke für Klavier, 1992
- Farfelettes, 10 Stücke für Kinderchor und ein oder zwei Instrumente, 1993
- Paraphrase sur „The Entertainer“ von Scott Joplin für Klarinette oder Altsaxophon und Klavier, 1994
- Quatre Farfelettes für Stimme und Klavier, 1998
- Sonate für Horn solo, 1997
- Trio für Sopran- oder Tenorflöten, 1997
- Concerto für Flöte und Streichorchester, 1996
- Trois Etudes-Caprices für Klavier zu vier Händen, 1998
- Partita für Altsaxophon und Klavier, 1999
- Scherzetto für Saxophonquartett, 2002
- Sonate für zwei Flöten, 2002
- Suite chorégraphique, 5 Stücke für Saxophonquartett, 2003
- Top-Model et Cie, 3 Lieder für Sopran und Klavier, 2003
- Eléments de solfège, 4 Lieder für Gesang und Klavier, 2003
- Allegro, Choral et Fugato für Hornquartett, 2004
- Equinoxe für Horn und Klavier, 2004
- Notturno für Violine und Klavier, 2005
- Rituel tibétain für Hornquartett, 2005
- Sérénade für Gitarre, 2005
- Concerto für Altsaxophon und Orchester, 2006
- Déjà 1 an !, Lied für Gesang und Klavier, 2006
- Atout Chœur, 5 Stücke für gemischten Chor und Orgel oder Klavier, 2007
- Entrée pour un mariage, Paraphrase auf den Hochzeitsmarsch von Mendelssohn für Flöte und Orgel, 2007